# Apanteles pyrene
Apanteles pyrene är en stekelart som beskrevs av Nixon 1965. Apanteles pyrene ingår i släktet Apanteles och familjen bracksteklar. Inga underarter finns listade i Catalogue of Life.